# Thomas Soltau
Thomas Soltau (født 1. marts 1982) er en dansk basketballspiller, der spillede på landsholdet. I dag (2013) er han head coach for Falcons damehold i bedste række (Dameligaen).
I sæsonen 2007/2008 spillede Soltau for Team FOG Næstved. I denne sæson var han samtidig starter på det danske landshold, og var den spiller som scorede næstflest point under holdets EM-kvalifikationskampe.
I Næstved snittede han 20,5 point og 6 rebounds pr. kamp i denne sæson.